# Conserva – Beiträge zur Erhaltung von Kunst- und Kulturgut
Die Conserva – Beiträge zur Erhaltung von Kunst- und Kulturgut (kurz auch Conserva), ehemals VDR-Beiträge zur Erhaltung von Kunst- und Kulturgut (kurz VDR-Beiträge), ist eine deutschsprachige Fachzeitschrift, die seit 2003 zwei Mal jährlich vom Verband der Restauratoren herausgegeben wird.
Die Zeitschrift behandelt alle Restaurierungsfachgebiete und berücksichtigt darüber hinaus restaurierungsgeschichtliche und kunsthistorische Fragestellungen. Dabei wendet sie sich an Fachleute aus der Konservierung und Restaurierung, den benachbarten Disziplinen und an interessierte Kenner.
Die Zeitschrift erscheint zweimal jährlich als Online-Journal im Open Access. Rezensionen über relevante Fachpublikationen schließen die einzelnen Hefte ab. Die Zeitschrift ist farbig illustriert.
Die Artikel stammen von Fachleuten aus der restauratorischen Praxis und aus benachbarten wissenschaftlichen Disziplinen aus Deutschland und dem Ausland. Die ehrenamtlich tätige Fachredaktion unterschiedlicher Spezialisierung wird unterstützt durch die Publikationsbeauftragten der VDR-Fachgruppen.

## Geschichte
Die „Beiträge zur Erhaltung von Kunst und Kulturgut“ erschienen von Heft 1/2003 bis Heft 1/2022 in gedruckter Form, ab 2/2013 auch hybrid als Druckausgabe und in digitalem Format. Von da an erhielten nur VDR-Mitglieder die Zeitschrift im Rahmen ihrer Verbands-Mitgliedschaft kostenfrei in digitaler Form; Printausgaben waren kostenpflichtig erhältlich. Mit der Ausgabe 2/2022 erscheint die Zeitschrift auf der Plattform Arthistoricum.net der Universität Heidelberg und ist dort im Open Access frei verfügbar. Ältere Ausgaben werden im Archiv kontinuierlich ergänzt.